# ساعت جادوگری
ساعت جادوگری (اسپانیایی: La hora bruja‎) یک فیلم به کارگردانی خائیمه د آرمینیان است که در سال ۱۹۸۵ منتشر شد.

## بازیگران
- فرانسیسکو رابال
- کنچا بلاسکو
- ویکتوریا آبریل
- سانچو گراسیا
- آسونسیون بالاگه
- خوان اچانبه